# Jan Antolec
Jan Antolec (* 3. Mai 1990 in Nowy Targ) ist ein ehemaliger polnischer Skilangläufer.

## Werdegang
Antolec, der ab 2016 für den KS AZS-AWF Katowice und vorher für den LKS Poroniec Poronin startete, nahm von 2006 bis 2019 vorwiegend beim Slavic-Cup teil. Dabei gewann er einmal und errang in der Saison 2010/11, 2011/12 und 2012/13 jeweils den dritten Platz in der Gesamtwertung. Bei den nordischen Skiweltmeisterschaften 2013 im Val di Fiemme erreichte er den 82. Platz über 15 km Freistil und den 16. Rang in der Staffel. Sein erstes Weltcuprennen beschritt er im Dezember 2013 bei den Nordic Openings in Kuusamo, welches er mit dem 89. Rang in der Gesamtwertung beendete. Bei den Olympischen Winterspielen 2014 in Sotschi belegte er den 63. Platz im 30-km-Skiathlon und den 15. Rang in der Staffel. Zudem erreichte er im Januar 2014 in Szklarska Poręba mit dem 43. Platz im Sprint seine beste Platzierung im Weltcupeinzel. Im Februar 2015 errang er bei den nordischen Skiweltmeisterschaften 2015 in Falun den 51. Platz über 15 km Freistil und den 15. Rang mit der Staffel. Die Weltcup-Minitour 2015 in Ruka und die Weltcup-Minitour 2016 in Lillehammer beendete er auf dem 66. und dem 75. Platz. Bei den nordischen Skiweltmeisterschaften 2017 in Lahti belegte er den 65. Platz im Sprint, den 51. Rang im Skiathlon und den 34. Platz im 50-km-Massenstartrennen. Im März 2018 gewann er den Bieg Piastów über 50 km klassisch und errang beim Weltcup-Finale in Falun den 72. Platz. Dies war seine letzte Teilnahme am Weltcup.
Bei polnischen Meisterschaften siegte er dreimal mit der Staffel (2011, 2012, 2017), zweimal über 10 km (2013, 2015) und jeweils einmal über 30 km (2017), im Teamsprint (2013) und im Mixed-Teamsprint (2017).

## Erfolge

### Siege bei Continental-Cup-Rennen
| Nr. | Datum           | Ort   | Disziplin       | Serie      |
| --- | --------------- | ----- | --------------- | ---------- |
| 1.  | 17. Januar 2015 | Wisla | Sprint Freistil | Slavic-Cup |

### Siege bei Skimarathon-Rennen
- 2018 Bieg Piastów, 50 km klassisch